# Hogeweyk
Hogeweyk is een beschermde woonbuurt voor mensen met de ziekte van Alzheimer en/of dementie, gebouwd in 2009, van het verpleeghuis Hogewey in de gelijknamige wijk aan de noordwestkant van de stad Weesp in Noord-Holland.
Er zijn 23 wooneenheden voor 150 bewoners. Elk van de woongroepen, met 6 tot 8 bewoners, heeft een van de zeven levensstijlen: ambachtelijk, christelijk, cultureel, Goois, huiselijk, stads of Indisch. Het geheel heeft een oppervlakte van ruim 1 hectare (12.000 m2) en ziet er aan de binnenkant uit als een dorpje met een straat, pleintje, café, restaurant, supermarkt, kapperszaak en theater. De woningen liggen aan de buitenrand van het gebied maar hebben hun deuren naar de straat aan de binnenkant.
Er is internationaal veel aandacht geweest voor de opzet van dit project, waarbij Amerikaanse media het project hebben vergeleken met de film The Truman Show (1998).

## Prijzen
Er zijn verscheidene nominaties en prijzen toegekend aan het project, zowel uit de wereld van de zorg als van de architectuur.